# Casa Amiguet
La Casa Amiguet és un edifici del municipi de Vilafranca del Penedès (Alt Penedès) protegit com a bé cultural d'interès local. És un edifici de quatre crugies, separat de la resta del carrer per dos petits passatges. Consta de planta baixa i tres pisos. La coberta és de teula àrab. La casa presenta un llenguatge predominantment clàssic. S'inscriu en el corrent de l'eclecticisme.

## Història
La data de construcció és del 1868. El 1915 es va fer un projecte de restauració de la façana i de reforma de les finestres, presentat a l'Ajuntament el 27 de setembre i aprovat el 7 d'octubre. Aquest projecte, conservat a l'arxiu de l'Ajuntament de Vilafranca, és obra de l'arquitecte Santiago Güell i Grau.